# Commissaris (Schnittke)
De Commissaris is een compositie geschreven door de Rus Alfred Schnittke als filmmuziek bij de gelijknamige film.
Schnittkes composities werden regelmatig getroffen door embargo’s omdat die muziek niet aansloot bij de muziek zoals die vooropstond bij de leiding van de Sovjet-Unie. Er moest toch brood op de plank komen en Schnittke gebruikte het schrijven van filmmuziek als middel om die tijden door te komen. Later zou hij zeggen dat hij het een ramp vond, maar uiteindelijk heeft Schnittke het schrijven van filmmuziek nooit kunnen laten. Naast een financiële reden was er ook een compositorische; in die filmmuziek kon hij nieuwe compositietechnieken uitproberen, die anders nooit tot bloei waren gekomen. In deze filmmuziek is een fragment te horen van zijn 4e symfonie, die als aparte compositie nooit de goedkeuring van de autoriteiten had gekregen.

## Suite
De film voor Mosfilm is een goed bewaard geheim gebleven; er is weinig over bekend, behalve de vertoning in Berlijn. De muziek is onlangs teruggevonden en bewerkt zodat er een suite van gemaakt kon worden. Schnittke wilde dat zijn hele leven al, maar kwam er door andere werkzaamheden nooit aan toe. Alhoewel veel eerder geschreven dan zijn filmmuziek voor Verhaal van een Onbekende Acteur is deze muziek typisch voor Schnittke. Muziekstijlen wisselen per deel (polystilisme), dan weer modern, dan weer traditioneel en dan weer klinkt Sovjet volksmuziek. Het thema bestaat uit een melodie van slechts vier noten, die steeds terugkomt. Schnittke weet zelfs dit thema in het slagwerk door te zetten, ook waar niet stembare instrumenten wordt gebruikt (het ritme wordt doorgezet). Het werk zit vol met dissonanten, maar na een aantal malen beluisteren vallen die niet meer op als dissonant; ze passen in het verhaal van de compositie.

### Delen
1. Spaziergänge des Wawilowa durch die Stadt;
2. Hochzeit;
3. Attacke;
4. Spiel;
5. Einzug in die Stadt;
6. Liebe
7. Keller;
8. Regen;
9. Traum;
10. Wanderung der Verdammten;
11. Einsicht.

### Samenstelling orkest
- 3 dwarsfluiten, 3 hobo’s, 3 klarinetten, altsaxofoon,3 fagotten, 4 hoorns, 4 trompetten, 4 trombones, 1 tuba, percussie, gitaar, harp,2 piano’s, celesta, cembalo, elektronisch orgel, strijkers en koor.

## Film
Een commissaris van het Rode Leger, die geheel gelooft in hun idealen, moet tijdens de burgeroorlog bevallen in een gebied dat trouw is aan de Tsaar. Ze krijgt te maken met de gevolgen die de burgeroorlog heeft voor de burgerbevolking in het algemeen en voor de Joodse burgerbevolking in het bijzonder. Deze moesten leven in erbarmelijke omstandigheden. De film behandelt het conflict tussen theorie en praktijk. Het is een pleidooi voor het handhaven voor humane behandeling van alle mensen en een sympathiebetuiging aan de Joodse manier van leven en de bijbehorende cultuur. De film won in 1988 de Zilveren Beer op het Filmfestival van Berlijn.

### Acteurs
- Raissa Nedschkovskaya, Ljudmilla Volynskaya, Rolan Bykov, Vassily Shushin, Nonna Mordyukova. Regie/scenario: Alexander Askoldow.

## Bron en discografie
- Uitgave Capriccio: Radio Symfonie Orkest Berlijn, o.l.v. Frank Strobel